# Nannodiella fraternalis
Nannodiella fraternalis é uma espécie de gastrópode do gênero Nannodiella, pertencente a família Clathurellidae.